# Ex's & Oh's
Singles de Elle King
Under the Influence
(2015)
Ex's & Oh's est un single de la chanteuse américaine Elle King sorti en 2014.
La chanson est nommée lors des 58e cérémonie des Grammy Awards dans deux catégories : Meilleure performance rock et meilleure chanson rock.
Cette chanson a été reprise par le groupe Whiskey Shivers (en tant que Saddle Up) dans le film Pitch Perfect 3.

## Classements
| Classements(2014–16)            | Meilleure position |
| ------------------------------- | ------------------ |
| Allemagne (Media Control AG)    | 14                 |
| Australie (ARIA)                | 5                  |
| Autriche (Ö3 Austria Top 40)    | 8                  |
| Belgique (Flandre Ultratip 100) | 4                  |
| Belgique (Wallonie Ultratip 50) | 31                 |
| Canada (Hot 100)                | 14                 |
| Danemark (Tracklisten)          | 24                 |
| Écosse (OCC)                    | 43                 |
| États-Unis (Hot 100)            | 10                 |
| États-Unis (Adult Contemporary) | 8                  |
| États-Unis (Adult Pop Songs)    | 1                  |
| États-Unis (Pop Airplay)        | 7                  |
| Espagne (PROMUSICAE)            | 26                 |
| Tchéquie (IFPI Rádio)           | 20                 |
| Irlande (IRMA)                  | 34                 |
| Israël (Media Forest)           | 4                  |
| Nouvelle-Zélande (RMNZ)         | 10                 |
| Pologne (ZPAV)                  | 57                 |
| Suède (Sverigetopplistan)       | 60                 |
| Suisse (Schweizer Hitparade)    | 41                 |
| Royaume-Uni (UK Singles Chart)  | 15                 |